# Іріс Дюкейн
Іріс Дюкейн (фр. Iris Duquesne; нар. 22 квітня 2003, Бордо, Франція) — французька кліматична активістка, родом з Бордо. 23 вересня 2019 року вона подала скаргу на Францію, Німеччину, Аргентину, Бразилію і Туреччину з приводу не дотримання договору про обмеження викидів в атмосферу. Разом з п'ятнадцятьма іншими молодими людьми з усього світу, включаючи Ґрету Тунберг, вона засуджує бездіяльність лідерів за кліматичним планом як порушення Конвенції ООН про права дитини.
Вона приєдналася до каліфорнійської неурядової організації «Спадкоємці наших океанів», що займається збереженням океанів і об'єднує десятки тисяч молодих людей по всьому світу. Іріс також приділяє велику увагу вторинній переробці відходів.
Вона з дитинства вірить у вираз, що діти повинні у дорослих. Однак пора усвідомити, що і дорослих нам є чому навчити. З 2019 року вона є представником Sorry Children в США.